# Niello

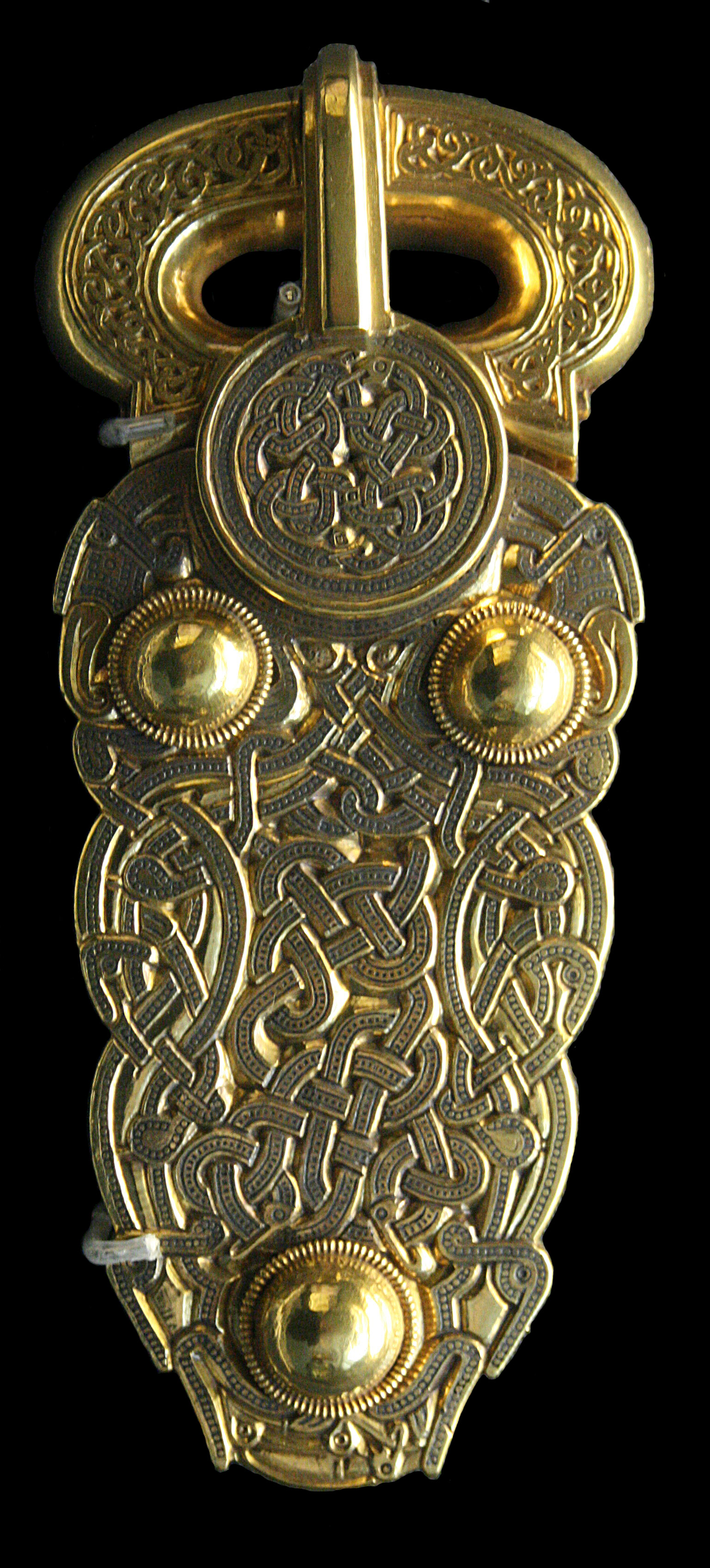
Anglosaxiskt bältesspänne med niellodekor från 700-talet. Från båtgraven i Sutton Hoo.

Niello (av italienskans niger, svart) är en metod för dekorering av mindre silverföremål.
Metoden består av att graverade linjer och punsade ytor fylls med en svart färgmassa, vanligen sammansatt av en blandning av koppar, silver,  bly, borax. och svavel.
Tekniken har använts inom egyptisk, grekisk och romersk guldsmedskonst. I Norden blomstrade tekniken under vikingatiden. Tekniken lämpar sig bäst för sirliga arabeskmönster eller rankmotiv, men användes vid sitt framträdande i Italien under ungrenässansen med fördel även för helgonbilder och andra religiösa motiv. Högst nådde niellotekniken i Orienten. I Europa blev niellotekniken populär i Ryssland, där de enkelt utförda så kallade Tuladosorna blev en viktig exportvara under 1800-talet (se Tulaarbete). Niellotekniken spelade en viktig roll vid kopparstickskonstens framträdande, genom att guldsmederna tog avtryck av de färdiggraverade föremålen på papper. Dessa avtryck, även kallade niello, med bakvänd blid och text, är i egentligaste mening parallellföreteelser till kopparsticket.